# Cystodendron
Cystodendron — рід грибів. Назва вперше опублікована 1914 року.

## Класифікація
До роду Cystodendron відносять 2 види:
- Cystodendron dryophilum
- Cystodendron opuli